# Крило (сграда)
Крило на сграда или още фли́гел (от немски Flügel, основното значение е крило, странична пристройка) е странична част или спомагателна пристройка към жилищна или нежилищна сграда, както и отделна второстепенна постройка, която е подчинена на основната, централна структура. Отделните крила могат директно да граничат с основната сграда или могат да бъдат изградени отделно и свързани с нея чрез свързваща конструкция като колонада или пергола. Новите сгради могат да включват крила от самото начало или те могат да бъдат добавени на по-късна дата като част от разширение или ремоделиране. Крилата обикновено са разположени симетрично на централната структура. 

## Видове и форми
Според проекцията си пред или зад сградата има три вида крила:
- линейно е крилото, което е разположено странично в една линия с централния корпус;
- предно е крилото, което се вижда издадено напред от главната фасада на централния корпус;
- задно крило е крилото, което се вижда в задното продължение на централния корпус.

Модулното оформление на архитектурния план (централен план, кръстообразен план, решетков план) определя разположението на сградните тела по функционален начин около централната част на сградата. Така сграда с 2 странични предни или задни крила има П-образна форма, а с едно странично предно или задно крило – L-образна форма. Едно крило може да бъде „възседнало“ централното тяло, тоест да е разположено както напред, така и назад, като по този начин дава H-образна форма на цялата постройка.

## Описание
В античната архитектура е реализирано оформянето на цялостната обвивка на сградата в тялото на сградата (обхващане) чрез организиране на портици или разстояния от подравнени, а също и напречни сводове. Например, използвано е в базилики с три кораба и апсида.
Видът на покрива на крилото, височината на билото, ширината му, фасадната му декорация или оста на конструкцията са частично различни от тези на основното тяло (наричано още основна сграда), което включва входната врата или администрацията в сградите.
Крилата рядко са по-големи по обем, по-дълбоки или по-високи по билото от основното тяло. Освен това те могат да имат по-богата украса, когато са изградени след основното тяло.
В състава на скатни покриви, чиито наклони са постоянни, билото на покрива на централното тяло обикновено показва най-голямата дълбочина на това тяло по отношение на крилата, които го фланкират, надвишавайки билото на крилата (по-точно когато улуците на покривите са на едно ниво). Бедрата на покрива често съществуват, за да покажат разликата между телата, обикновено разделени от напречни срязващи се стени, образуващи контролните съединения.
Крилата са били част от комплекса на градско или селско имение и са били разположени отстрани на основната сграда. Такава композиция е характерна за имения, построени в стила на руския класицизъм през втората половина на XVIII – началото на XIX век.
Сградите, построени в класически или паладиански стил, са свързани с колонади с по-малки, по-ниски сгради, които заедно образуват двор. През Средновековието е било обичайно основната сграда да се разширява със странични пристройки, за да се придаде на двореца или имението по-величествен вид. Версай близо до Париж, Сансуси (пруски Версай) в Потсдам и Латеранският дворец в Рим са отлични примери. 

## Използване
Крилата обикновено отразяват йерархичното подреждане. Оформянето на гребло, рибена кост или дори решетка със строителни тела, образуващи крила, направи възможно изграждането на религиозни заведения, болници, учебни заведения, както и казарми, съдебни заведения или заведения за хранене.
В традиционната архитектура едно крило може да има няколко предназначения, които отбелязват разликата с жилището на важното лице, поставено в центъра на оформлението. Това може да бъде жилищно пространство (например караулното помещение, което обозначава както жилищната сграда, така и групата войници), церемониална галерия или стопанска постройка.
С появата на изграждането на сгради върху план с модулна мрежа, това форматиране засяга само масивните планове (без павилиони, разпределени по периметъра), както и за местообитанието, така и за административните и промишлени сгради. Според съвременната архитектура само разположението на сградите се взема предвид, за да се определи крилото, а не функциите на предназначениeто му.
В класическата фасадна композиция, аванкорпусите  симулират напречни крила чрез разположението на пресечените линии на билото в покрива, пиластрите или чрез симулация на фронтони в техните краища. Тези архитектурни елементи не са крила, крилата са обеми от поне една педя.
Крилото е или в „подравняване“ с основното тяло, или образува ъгъл по отношение на него, тогава се казва, че е „в замяна“. За да се възстанови визуалният баланс между неравните нива на етажа и билото на крилото и основния корпус, често се поставя перка в появяващия се вал. Това решение позволява също така да се компенсират разликите в надморската височина на основата на телата, дължащи се на земните работи.
В съвремието крилото или флигелът се използва в архитектурата както на обществени, така и на търговски сгради. Приложенията често имат специфични функции (например в училища или болници), понякога им се дават отделни имена. Наличието на разширения позволява да се увеличат броят на пътищата в случай на евакуация и нивото на естествена светлина в сградата.